# Dziewiętlice
Dziewiętlice (niem. Heinersdorf, cz. Pruský Jindřichov) – wieś w Polsce położona w województwie opolskim, w powiecie nyskim, w gminie Paczków.

## Położenie
Miejscowość położona jest na Przedgórzu Paczkowskim. Przez wieś przepływa rzeka Świdna mająca swe źródła w Czechach, będąca prawym dopływem Raczyny, która jest prawym dopływem Nysy Kłodzkiej.

## Toponimia
Miejscowość pierwszy raz występuje pod nazwą Henrici Villa. Do końca II wojny światowej obowiązywała nazwa Heinersdorf. Nazwa jest dzierżawcza i pochodzi od imienia Henrich (Henryk).

## Historia
Pierwsze wzmianki o Dziewiętlicach pochodzą z XIII wieku. Od 1274 roku książę Henryk Prawy rozpoczął odzyskiwanie ponad 70 wsi, które, należące do biskupów wrocławskich, które niegdyś były jego własnością. To właśnie od imienia tego księcia pochodzi pierwotna nazwa miejscowości – Henrici Villa. Nazwa ta obowiązywała od 12 lipca 1276 roku, kiedy to Henryk IV Prawy zawarł układ z biskupem, w myśl którego wkrótce wieś stała się własnością księcia. Po kilkunastu lat walki biskupstwo odzyskało wieś w 1287 roku. W XIV wieku wieś mocno ucierpiała w wyniku wojen husyckich. Dziewiętlice wraz z czeską wsią Bernarcice (Bernartice) stanowiły, przed I wojną śląską, jedną miejscowość. Po pierwszej wojnie śląskiej obie części miejscowości należą do różnych państw. Bernarcice są większe niż Dziewiętlice.

## Transport i komunikacja
W latach 1893–1961 przez Dziewiętlice przebiegała linia kolejowa nr 259 ze stacją Dziewiętlice.
W 2009 r. wieś Dziewiętlice została znacznie zniszczona przez powódź. W latach 2009–2010 wszystkie zniszczenia zostały odbudowane przy pomocy środków publicznych przeznaczonych przez Ministerstwo Spraw Wewnętrznych i Administracji w kwocie ok. 1,5 mln złotych.

## Edukacja
W Dziewiętlicach funkcjonuje Zespół Szkolno-Przedszkolny założony przez rodziców i nauczycieli, składający się z publicznego przedszkola i niepublicznej szkoły podstawowej prowadzącej edukację dla klas I – III.

## Osoby urodzone w Dziewiętlicach
- Jiří Grygar – śląski astronom i astrofizyk (1936)[10].

- Józef Kurzeja – piłkarz m.in. Odry Opole, Śląska Wrocław i Górnika Zabrze, lekarz medycyny (1948) mieszkał do 1956 r.